# Jacques Dars
Jacques Dars (1941.  – Annecy, 2010. december 28.; kínai neve pinjin hangsúlyjelekkel: Tán Xiákè; magyar népszerű: Tan Hszia-ko; egyszerűsített kínai: 谭霞客; hagyományos kínai: 譚霞客) francia sinológus, műfordító.

## Élete, munkássága
A klasszikus kínai irodalom kutatásának szaktekintélye. Számos klasszikus kínai mű francia tolmácsolója. Legjelentősebb a Ming-kori nagy történelmi-kalandregény, a Vízparti történet franciára fordítása.
A 10–19. századi kínai haditenegerészetről írt monográfiájáért 1993-ban Stanislas Julien-díjjal jutalmazták.
Apja: René Dars (1921–) geológus professzor.

## Főbb művei
- La marine chinoise du Xe au XIVe siècle, 1992, Economica, Paris
- Comment lire un roman chinois, 2001, Picquier, Arles
- L'unique trait de pinceau, avec Fabienne Verdier et Cyrille Javary, 2001, Albin Michel
- Dars, Jacques. Traduction terminable et interminable. 1999, Paris. p. 146-159. ISBN 273510768X, 9782735107681.

### Fordításai
- Shi Nai'an, Au bord de l'eau, traduit, présenté et annoté par J. Dars, préface d'Étiemble, Gallimard, Paris, Ire édition 1978
- Contes de la Montagne sereine, traduction, introduction et notes par J. Dars, 1987, Gallimard, Connaissance de l'Orient, Paris
- Aux portes de l'enfer, récits fantastiques de la Chine ancienne, trad. du chinois par J. Dars, 1997, Picquier, Arles
- Ji Yun, Passe-temps d'un été à Luanyang, traduit du chinois, présenté et annoté par J. Dars, 1998, Gallimard, Paris
- Li Yu, Au gré d'humeurs oisives: les carnets secrets de Li Yu, un art du bonheur en Chine, présenté et traduit par J. Dars, 2003, Picquier, Arles
- Ji Yun, Des nouvelles de l'au-delà, textes choisis, traduits du chinois et annotés par J. Dars, 2005, Gallimard, Paris
- Qu You, Le pavillon des Parfums-Réunis, et autres nouvelles chinoises des Ming, traduit du chinois par Jacques Dars, revu par Tchang Foujouei, 2007, Gallimard, folio, Paris

## Fordítás
- Ez a szócikk részben vagy egészben  a   Jacques Dars című angol Wikipédia-szócikk ezen változatának fordításán alapul.  Az eredeti cikk szerkesztőit annak laptörténete sorolja fel. Ez a jelzés csupán a megfogalmazás eredetét és a szerzői jogokat jelzi, nem szolgál a cikkben szereplő információk forrásmegjelöléseként.